# Кизилкумський канал
Кизилкумський магістральний канал - іригаційний канал у Південно-Казахстанській області Казахстану. Використовується для забезпечення землеробства у пустелі Кизилкум.

## Опис
Протяжність Кизилкумського каналу становить 120 км (проектувалася довжина в 140 км). Канал має початок у Чардаринському водосховищі на річці Сирдар'я і прямує у північному напрямку.
Витрата води в голові становить близько 140 м³/с. Канал використовується для зрошення понад 30 тис. га землі, а також для скидання паводкових вод при загрозі переповнення Чардаринського водосховища. До 2007 року, ще до початку будівництва Коксарайського водосховища, на Кизилкумському каналі було влаштовано шість шлюзів для направлення паводкових вод в піски.
У 2001 році обсяг подачі склав 0,416 км³.

## Проблеми
Недоліком каналу є проведене в піщаному ґрунті земляне русло, яке має сильну фільтрацію. Бетоном облицьовано тільки 15-20% берегів. У районі каналу розташовано близько 200 малих озер і вода в каналі не тримається до їх заповнення.
Ще в радянські роки канал був обладнаний однією з найкращих на той час рибозахисних споруд, проте у 2010-х вона не діє.